# Karina tayloriana
Karina tayloriana es la única especie del género monotípico Karina de plantas herbáceas perteneciente a la familia de las gentianáceas, es originaria del África tropical.

## Taxonomía
El género fue descrito por  Raymond Boutique y publicado en Bull. Jard. Bot. Natl. Belgique 41: 261. 1971.